# Kanton Neuvic (Corrèze)
Kanton Neuvic (francouzsky Canton de Neuvic) je francouzský kanton v departementu Corrèze v regionu Limousin. Tvoří ho 10 obcí.

## Obce kantonu
- Chirac-Bellevue
- Lamazière-Basse
- Liginiac
- Neuvic
- Palisse
- Roche-le-Peyroux
- Sainte-Marie-Lapanouze
- Saint-Étienne-la-Geneste
- Saint-Hilaire-Luc
- Sérandon